# Deportivo Femenino Costa Rica F. C.
El Deportivo Femenino Costa Rica F. C. fue un equipo de fútbol femenino de Costa Rica, y fue el primer equipo histórico del fútbol femenino en Costa Rica, Centroamérica y el Caribe

## Historia

### Inicios y preparación
En el 1949, la práctica del fútbol femenino en Costa Rica era mal visto, por lo que el director técnico Fernando Bonilla y su hermano, Manuel Emilio, empezaron a realizar métodos de entrenamiento para las mujeres en pruebas físicas como trotar, caminar y correr, con y sin balón, bajo una estricta seriedad del técnico Fernando Bonilla. Los entrenamientos de la práctica de fútbol fue en un potrero, ubicado en San Ramón de Tres Ríos, en el que engañaba a la comunidad diciendo que se jugaba baloncesto.

### Debut del fútbol femenino
El 26 de marzo de 1950, se dio del debut del fútbol femenino en Costa Rica, utilizando el estadio Nacional, con 30 integrantes y los hermanos técnicos, Fernando Bonilla y Manuel Emilio, al no existir más equipos, el Deportivo Femenino Costa Rica F. C. se dividió en dos nombres patrióticos, Costa Rica y América, al recinto se asistió la cantidad de 4,000 personas, el encuentro terminó con la victoria de América por 3-1 ante Costa Rica, el partido fue dedicado al presidente de la República, Otilio Ulate Blanco.

### Gira al exterior
La primera gira internacional fue en un viaje hacia Panamá en abril de 1950, volviéndose a dividir el equipo entre Costa Rica y América, recibiendo elogios por parte de la prensa. El 13 de mayo de 1951 fue su debut contra un equipo internacional, en tierras guatemaltecas, ante el Azul de Guatemala, logrando obtener le victoria por 6-3. El equipo realizó siete giras, visitando en total los países de Panamá, Curazao, Honduras, Guatemala, Colombia, Cuba, El Salvador y México.

### Desaparición y reconocimiento
El equipo desapareció en el 1963, debido a la falta de apoyo económico.
En el 2014, Costa Rica fue la sede de la Copa Mundial Femenina de Fútbol Sub-17 de 2014, donde se rindió homenaje al Deportivo Femenino Costa Rica F. C., como reconocimiento de haber sido las pioneras en el balompié femenino.

## Partido del debut
| 26 de marzo de 1950 | América          | 3:1     | Costa Rica      | Estadio Nacional, San José (Costa Rica)               |                                                       |
| 10:30               | Claudia Araya ?' | Reporte | Dora Bonilla ?' | Asistencia: 4000 espectadores Árbitro(s): Alvar Macís | Asistencia: 4000 espectadores Árbitro(s): Alvar Macís |

| Alineación: América - María Cecilia Rojas - Julieta Muñoz - Flora Araya - Grace Antonini - Julieta Zúñiga - Ligia Cordero - Ana Cecilia Herrán - Georgiana Rodríguez - Claudia Araya - Alice Quirós - Betty Rojas - DT: Manuel Emilio |

| Alineación: Costa Rica - María Eugenia Pérez - Irma Castillo - Lilian Lindo - Hilda Ocampo - Nelly Coto - Thelma Obregón - María Cecilia Luna - María Elena Valverde - Dora Bonilla - Vera Violeta Padilla - Lidieth González - DT: Fernando Bonilla |

## Planteles

### Lista de las 34 jugadoras de la primera etapa
Jugadoras (34): Dora Bonilla de Di Palma, Hilda Ocampo Pérez, Vera Padilla Solano, María Eugenia Maruja Páez Arias, Maria Cecilia Rojas Fernández, María Teresa Montero, Julieta Zúñiga Chavarría, Carmen Morales Sequeira, María Elena Valverde Coto, Nelly Coto Solano, Vicenta Morales Sequeira, Julieta Muñoz Coto, Ligia Cordero Coto, Thelma Obregón Espinoza, Lidiethe Hernández Jácamo, María Cecilia Luna Fallas, Irma Castillo Sánchez, Lillian Lindo Morales, Grace Antonini Corrales, Gladys Madrigal Blanco, Daisy Piedra Rojas, Alice Quirós Álvarez, Miriam Artavia Valerio, Zulay Loaiza Martínez, Rosa Severino Ordóñez, Betty Rojas López, Claudia Araya Rojas, Flora Araya Rojas, Georgina Rodríguez Saborío, Ana Cecilia Herrán Blanco, Daysi Piedra Rojas, Gloria Albertazzi Bocca, Teresa Sánchez Sequeira y Flory Cordero Monge.
Entrenadores: Manuel Emilio y Fernando Bonilla Alvarado.

### Lista de las 40 jugadoras de la segunda etapa
Jugadoras (40): Marjorie Flores Calero, Cecilia Montero González, María de los Ángeles Rivera Arce, Marta Rankin Lobo, Miriam Morales Ledezma, Ana Isabel Alvardo Sancho, Elizabeth Barrantes Bosquez, Elizabeth Casassola Orozco, Sonia Mora Rodríguez, María Isabel Cruz Quesada, María Cristina Blanco Castro, Sonia Ortega González, Yolanda Lobo Cruz, Odilie Flores Jiménez, Grace Mora Poltronieri, Haydée Porras Villalta, Nidia Quirós Esquivel, Mary Lía Quesada Pérez, Damaris Curtis Benedictis, Jenny Slim González, Mareeta Solano Chinchilla, Odilie Cruz Zúñiga, Mary Cruz Zúñiga, Ana Emilia Morales Cubero, Ana Luz Arroyo, Leticia Quirós, Ermelinda Castro, Mercedes Barrientos, Ana Rita Alvarado, Cecilia Madrigal, Lorena Pacheco, Lidia Pacheco, Deyanira Salazar, Cecilia León, Flor Araya, Elisa Durán, Elieth Saborío, Elizabeht Pacheco, Marelene Rímola y Flory Calderón.
Entrenadores: Manuel Emilio y Fernando Bonilla Alvarado